# 墨西哥食草美洲鱥
墨西哥食草美洲鱥（学名：Algansea aphanea）为輻鰭魚綱鯉形目雅羅魚科的其中一種，被IUCN列為瀕危保育類動物，分布于中美洲墨西哥中西部哈利斯科州和科利馬州的亞美里亞河、阿尤特拉河和圖斯潘河流域，棲息在中底層水域，生活習性不明。